# Kochmeister-villa
Kochmeister Frigyes (1816-1907) nagykereskedő megrendelésére svájci stílusban 1852-ben épült zugligeti villa (jelenleg Budakeszi út 71. szám) terveit a Feszl–Gerster–Kauser társulás készítette, Feszl Frigyesnek tulajdonítva az épület architektúráját, illetve díszítményeit. Az épület egyemeletes faszerkezetű nyári lak volt, tizenöt centiméter vastagságú kitöltő falazattal. Alaprajzát tekintve a szimmetrikus szerkezetű klasszicista villákra emlékeztet; különlegességét, svájci jellegű hatását a főhomlokzat portikusz felületein megjelenő famunkák jelentették. Elsősorban a tornác áttört díszítése, illetve ajtó- és ablaktokokon is elhelyezett facsipkéik, amelyek 23–24 mm vastagságú deszkára lombfűrésszel készült csipkés motívumok sorozatos egymás mellé helyezésével jöttek létre. (E díszítőmotívum jellemezte Feszl 50-es években készült terveit.)
A villa Erzsébet császárné és gyermekei (Gizella és Rudolf) ideiglenes szállásaként vált ismertté az 1866 nyári magyarországi tartózkodásuk idején.
A villát egészen 1908-ban bekövetkezett haláláig eredeti tulajdonosa és építtetője, Kochmeister Frigyes birtokolta. Ezt követően az 1952-es államosításáig további hat tulajdonos váltotta egymást. Az állami használatba vételt követően gyermeküdülőként hasznosították a lakot, utóbb a 70-es években úttörőtábornak adott otthont. A 80-as években az épületben szanatóriumot terveztek létesíteni, ami végül meghiúsult. Az elhagyatott s egyre leromlottabb állagú – süllyedő – nyári lak utóbb hajléktalanok szálláshelyéül is szolgált. A rendszerváltást követően, a 90-es évek közepén lezajlott tulajdonosváltások után a telek alsó (Hárshegyi út felőli) végén lakópark épült, végül a villát 2000-ben menthetetlennek ítélt állapota okán szinte teljesen lebontották, majd 2001-ben modern anyagokból, a mai szabványnak megfelelő falvastagsággal újraépítették az épületet.